# Mary Astell
Mary Astell, angleška feministka, pisateljica in filozofinja, * 12. november 1666, † 11. maj 1731.
Z zagovarjanjem enakih možnosti izobrazbe za moške in ženske si je prislužila naziv "prve angleške feministke".

## Življenje in kariera
Mary Astell se je rodila 12. novembra 1666, v Newcastlu, očetu Petru in materi Mary Astell. Imela je dva brata: Williama, ki je umrl v otroštvu, in mlajšega brata Petra. Oče je bil konservativen anglikanski rojalist, ki je upravljal lokalno premogovno podjetje. Mary je večino svojega otroštva z družino živela v Newcastlu. 
Astellovo je na domu poučeval njen stric in nekdanji duhovnik Ralph Astell, ki je bil zaradi alkoholizma izobčen iz anglikanske cerkve. Ralph je sodeloval s platonistično filozofsko šolo, ki je svoj sedež imela v Cambridgeu. Šola je podpirala prepričanja, ki je združevala novoplatonistična kritika novoveške mehanicistične filozofije (Hobbes, Descartes) in dogmatsko toge religije.
Ko je bila stara 12 let, je preminil njen oče. Leto pozneje je umrl tudi stric. Ovdovela mati je preostanek financ vložila v višjo izobrazbo sina Petra, skupaj s hčerjo pa sta se preselili k Maryini teti.
Po smrti svoje matere in tete, leta 1688, se je Mary Astell preselila v London. Tam se je seznanila s krogom vplivnih žensk (Lady Mary Chudleigh, Elizabeth Thomas, Judith Drake, Elizabeth Elstob, in Lady Mary Wortley Montagu ), ki ji je pomagal pri razvoju in objavi njenih del. Bila je tudi v stiku s canterburyjskim nadškofom Williamom Sancroftom, ki je Mary finančno podprl, ter ji predstavil njenega prihodnjega založnika.
Bila je ena izmed prvih angleških žensk, ki so zagovarjale idejo, da so ženske enakopravne moškim in si prav tako zaslužijo izobrazbo. Njena prva knjiga Serious Proposal to the Ladies for the Advancement of their True and Greatest Interest, predstavlja načrt za žensko fakulteto, kjer bi se ženske lahko izobraževale.
Po umiku iz javnega življena leta 1709 je Mary Astell ustanovila dobrodelno šolo za dekleta v Chelseaju. Šolski učni načrt je pripravila sama, s finančno pomočjo Lady Catherine Jones in Lady Elizabeth Hastings. 
Astellova je zbolela za rakom dojke. Umrla je 9. maja 1731, v štiriinšestdesetem letu starosti v Chelseaju, kjer je bila tudi pokopana. 

## Knjige
Njeni dve najbolj znani knjigi sta A Serious Proposal to the Ladies, for the Advancement of Their True and Greatest Interest (1694) in A Serious Proposal, Part II (1697). 
V prvi knjigi je predstavljen načrt za ustanovitev nove inštitucije, ki bi ženskam pomagala pri zagotavljanju verskega in posvetnega izobraževanja. Astellova je želela, da bi imele vse ženske enake možnosti kot moški, da bi preživele večnost v nebesih z Bogom. Verjela je da za to potrebujejo izobrazbo. 
Njen predlog ni bil nikoli sprejet, saj so kritiki dejali, da je »preveč katoliški«. Leta 1709 je pisatelj Jonathan Swift napisal delo Tatler, ki je parodija na Maryjine ideje o šoli za ženske. Pisatelj Daniel Defoe je Maryine predloge občudoval, vendar je menil, da so neizvedljivi.
Nekaj let pozneje je Astellova objavila drugi del, A Serious Proposal, podrobnejšo vizijo o izobrazbi dvornih dam.  
Leta 1700 je Mary Astell objavila knjigo Some Reflections upon Marriage, v kateri duhovito kritizira filozofske temelje zakonske zveze. Ženske opozarja o nevarnostih prenagljene ali slabo premišljene izbire. Astellova trdi, da bi izobrazba pomagala ženskam pri delanju boljših odločitev in soočanju z izzivi zakona. Astellova opozarja, da lahko razlike v inteligenci in značaju povzročijo nesrečo, in priporoča, naj zakonska zveza raje temelji na dolgotrajnem prijateljstvu kot pa na kratkotrajni privlačnosti.
V zgodnjih devetdesetih letih sedemnajstega stoletja si je Mary Astell dopisovala s cambriškim platonistom Johnom Norrisom. Pisma osvetljujejo Maryjine misli o Bogu in teologiji. Norris je menil, da so pisma vredna objave, zato jih je s soglasjem Astellove objavil v knjigi Letters Concerning the Love of God (1695). Maryjino ime se v knjigah sicer ne pojavlja, vendar je bila njena identiteta kmalu razkrita in njen retorični slog je dobil veliko pohval sodobnikov.